# Angeliño
José Ángel Esmorís Tasende (* 4. ledna 1997 Coristanco), známý především jako Angeliño, je španělský profesionální fotbalista, který hraje na pozici levého obránce za italský klub AS Řím, kde je na hostování z RB Leipzig. Je také bývalým španělským mládežnickým reprezentantem.

## Klubová kariéra

### Mládežnická kariéra
Angeliño hrál od deseti let za akademii klubu Deportivo de La Coruña. V roce 2013 přešel do mládežnického týmu Manchesteru City.

### Manchester City
Od roku 2014 začal nastupovat za A-tým Manchesteru City. Svůj první zápas za tým odehrál 30. ledna 2016 v utkání FA Cupu proti Aston Ville. Celkově však během tohoto působení nastoupil pouze ke třem utkáním.

#### Hostování v USA a Evropě
V červenci 2015 odešel Angeliño na hostování do amerického týmu New York City FC. Svůj debut za klub odehrál 12. července 2015 v utkání Major League Soccer proti Torontu.
Po konci sezóny v MLS se vrátil zpět do Manchesteru. V prosinci 2016 přešel do dalšího hostování, tentokrát ve španělském klubu Girona FC. Toto hostování mělo trvat až do konce sezóny 2016/17, avšak poté, co během měsíce nenastoupil ani k jednomu zápasu, byl z hostování stažen. Vzápětí byl přesunut na další hostování, tentokrát do RCD Mallorca. Zde odehrál svůj debut 5. února 2017 v utkání druhé španělské ligy proti Realu Oviedo. V rámci tohoto hostování nastoupil do 17 utkání.
Po skončení sezóny se vrátil do Manchesteru City, avšak již 4. července 2017 odešel na další hostování, tentokrát do nizozemského týmu NAC Breda. Zde odehrál svůj debut 12. srpna v ligovém utkání proti Vitesse. Během tohoto hostování nastoupil celkem ke 35 utkáním, z toho ke 34 v Eredivisi a k jednomu v nizozemském poháru. Během celé sezony také vstřelil tři góly a přidal k nim 7 asistencí.

### PSV Eindhoven
Po úspěšné sezóně v Nizozemsku si ho vyhlédl další místní klub PSV Eindhoven, který za jeho přestup zaplatil 5,5 milionu eur. Svůj první zápas za PSV odehrál 4. srpna 2018 ve finále nizozemského superpoháru proti Feyenoordu. Ke svému ligovému debutu za klub pak nastoupil přesně o týden později proti FC Utrechtu.
Během své premiérové sezóny odehrál napříč soutěžemi celkem 43 utkání, ve kterých vstřelil jeden gól a přidal 12 asistencí. Byl zařazen do Týmu sezóny Eredivisie a byl vyhlášen Talentem sezóny.

### Návrat do Manchesteru City
Po vydařené sezoně v PSV se Manchester City rozhodl využít klauzule na zpětný odkup a Angeliña získal zpět za 12 milionů eur. Svůj debut po návratu do Manchesteru odehrál 21. září 2019 v utkání Premier League proti Watfordu. V této sezóně nastoupil celkem ke 12.

#### RB Leipzig
31. ledna 2020 odešel Angeliño na další hostování, tentokrát do německého celku RB Leipzig. Svůj debut odehrál v osmifinálové utkáni DFB-Pokalu proti Eintrachu Frankfurt. V Bundeslize odehrál své první utkání 9. února proti Bayeru Mnichov. Během celé této sezóny odehrál za klub celkem 18 utkání, včetně čtvrtfinálového zápasu Ligy mistrů UEFA proti Atléticu Madrid, v němž Angeliño přispěl asistencí k historickému postupu Lipska do semifinále.
Po konci sezóny 2019/20 bylo oznámeno, že Angeliñovo hostování v Lipsku se prodlužuje až do konce sezóny 2020/21.

## Reprezentační kariéra
Angeliño reprezentoval Španělsko v několika mládežnických kategoriích. Jedno utkání odehrál také za výběr svého rodného regionu Galicie.

## Úspěchy a ocenění

### Manchester City
- Community Shield: 2019

### Individuální
- Manchester City B-tým Hráč sezony: 2014/15
- Eredivisie Talent sezóny: 2018/19
- Eredivisie Tým sezóny: 2017/18, 2018/19
- Tým sezóny Bundesligy podle kickeru – 2020/21[16]
- Sestava sezóny Ligy mistrů UEFA – 2019/20[17]